# Alcea rhyticarpa
Alcea rhyticarpa är en malvaväxtart som först beskrevs av Ernst Rudolf von Trautvetter, och fick sitt nu gällande namn av Modest Mikhaĭlovich Iljin. Alcea rhyticarpa ingår i släktet stockrosor, och familjen malvaväxter. Utöver nominatformen finns också underarten A. r. tiliacea.